# سهم الماء الشابماني
سهم الماء الشابماني (الاسم العلمي:Sagittaria chapmanii) هو نوع من النباتات يتبع جنس سهم الماء من الفصيلة المزمارية.